# La Gloire tirant Auguste de Villiers de l'Isle Adam de son sommeil éternel
La Gloire tirant Auguste de Villiers de l'Isle Adam de son sommeil éternel est un projet de Frédéric Brou pour le monument funéraire d'Auguste de Villiers de L'Isle-Adam.

## Tombe de Villiers de l'Isle-Adam
L'écrivain Villiers de L'Isle-Adam meurt le 18 août 1889. Le 21 août, il est inhumé au cimetière des Batignolles. Le 15 octobre 1895, sa dépouille est transférée au cimetière du Père-Lachaise (97e division). Sa tombe est inaugurée le 15 décembre 1895. Il s'agit d'une simple dalle en granit de Vire sur laquelle sont gravées ses armoiries et l'inscription :

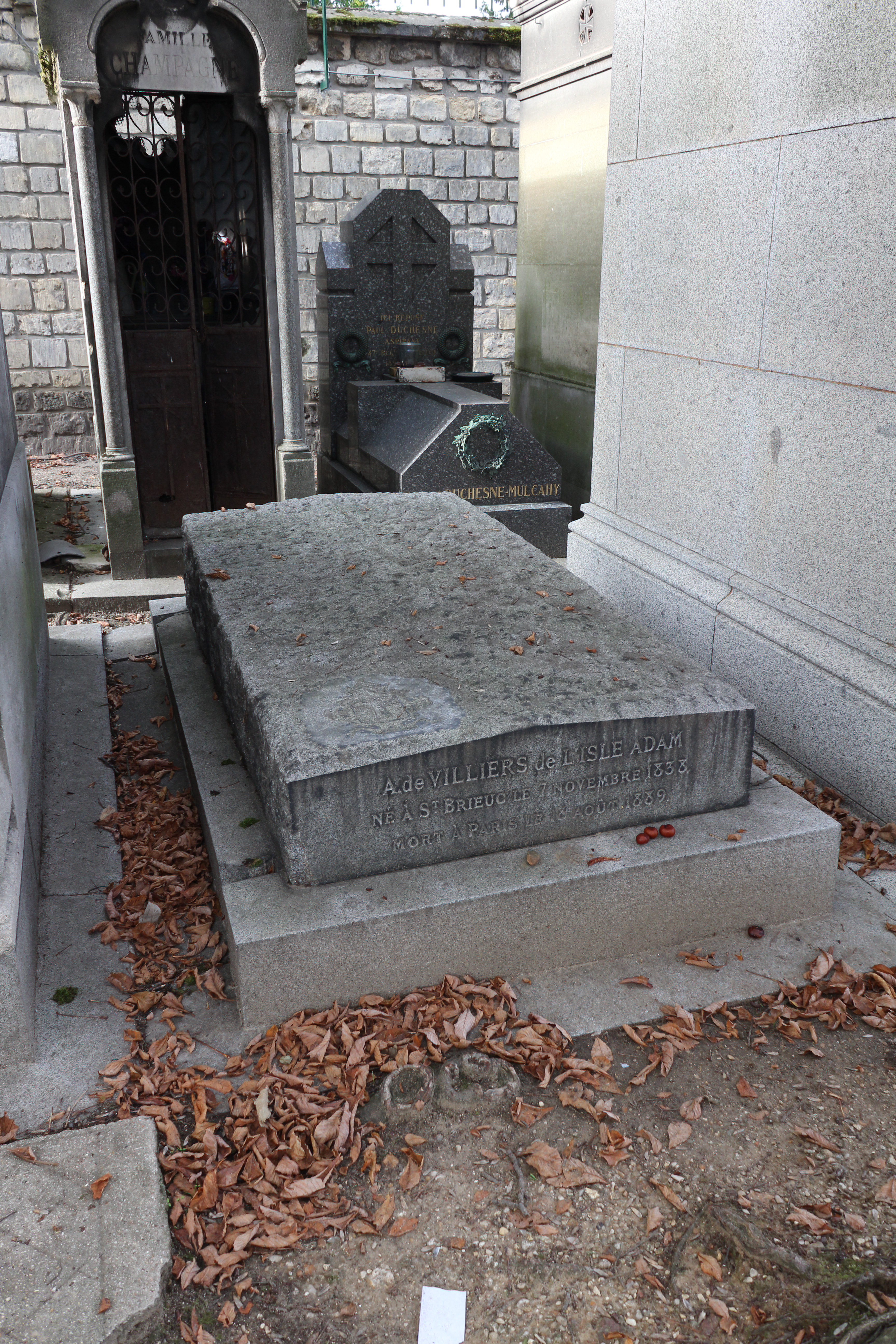
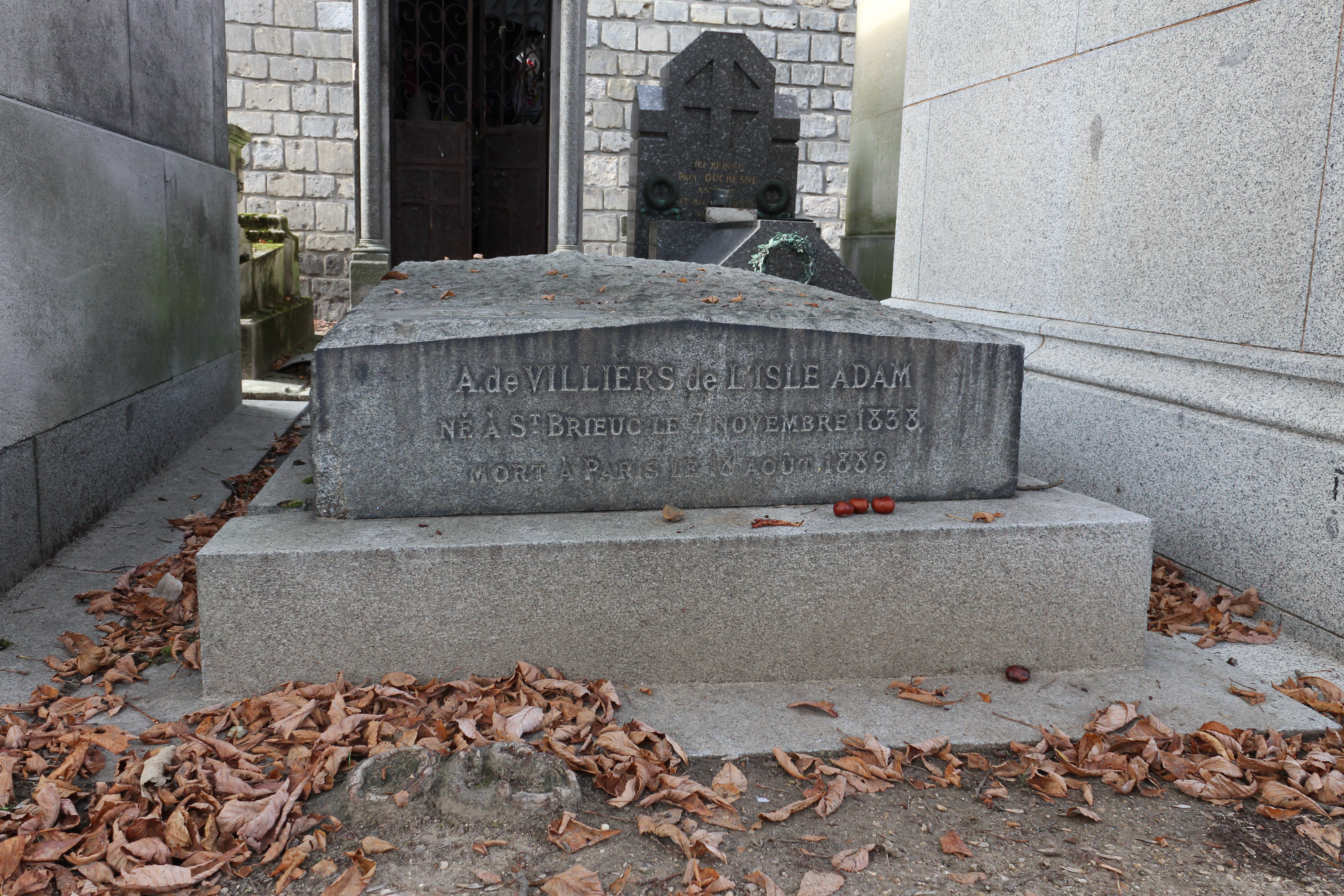

« A. de VILLIERS de l'ISLE ADAM, né à St Brieuc le 7 novembre 1838, mort à Paris le 18 août 1889. »

## Comité de Villiers de l'Isle-Adam
Un comité pour l'érection du monument est constitué. Son bureau est composé de : Jean Richepin, président ; Henry Roujon, vice-président ; F. du Puy de Nartus, secrétaire ; Auguste Blaizot, trésorier.
Le comité comprend :
Mmes la comtesse A. de Chabanes-La Palice, ([Madame ?] Daniel Lesueur[Lequel ?]), Judith Gautier, la comtesse Mathieu de Noailles, la princesse Edmond de Polignac, R. Raoul-Duval, la duchesse de Rohan, G. Roussel-Despierres ;
MM. René Aubert, Léon Bloy, Jules Bois, Henry Bordeaux, René Boylesve, Adolphe Brisson, le comte de Chabannes-La Palice, Armand Dayot, Ernest Delahaye, Lucien Descaves, Jean Destrem, Léon Dierx, Anatole France, Alexandre Georges, Louis de Garamont, Gustave Guiche, Edmond Haraucourt, Lucien Hubert[Lequel ?], Gustave Kahn, Georges Lemaire[Lequel ?], le comte Léonce de Larmandie, Henri Lavedan, Pierre Louÿs, Maurice Maindron, Maurice Maeterlinck, Gustave de Malherbe, Paul Margueritte, René Martineau, Roger Marx, Massenet, Octave Mirbeau, Frédéric Mistral, le comte Robert de Montesquiou-Fézensac, le général comte du Pontavice de Heussey, Jacques Reboul, Henri de Régnier, Xavier de Ricard, Gustave Rouault, Camille de Sainte-Croix, Saint-Georges de Bouhélier, Saint-Saëns, Pierre Termier, Henri Turot, Alfred Vallette, Jean Veillon.

## Monument de Frédéric Brou
Frédéric Brou réalise ultérieurement plusieurs maquettes pour un monument à la mémoire de l'artiste. Une sculpture est présentée au Salon des artistes français de 1907 : une femme nue arrache les planches du cercueil de Villiers de l'Isle Adam. Un projet au tiers est conservé au musée Carnavalet, un autre à grandeur d'exécution au musée d'art et d'histoire de Saint-Brieuc.
Léon Bloy décrit l'œuvre de Brou :

« Songez que le groupe est, en réalité, je ne dis pas de trois personnes, mais de trois figures. Il y a, comme je l'ai dit, la Gloire, la gloire excitatrice, — telle que Villiers pouvait la comprendre. Elle se nomme Tullia Fabriana, Claire Lenoir, Ellen, Morgane, Sara, Akédysséril ; une femme unique, dans les deux sens du mot. Il y a ensuite Villiers se réveillant et, enfin, il y a la Mort signifiée par ce cercueil, debout comme un homme, s'efforçant de résister à la Gloire ! »

Il apprécia l'œuvre :

« Le monument de Villiers de L'Isle-Adam est achevé. Si ce n'est pas là un chef-d'œuvre, j'abolirai par décret le sens de ce mot. »

— Léon Bloy, Journal I, pp. 636-638, Bouquins, Robert Laffont, 1999.

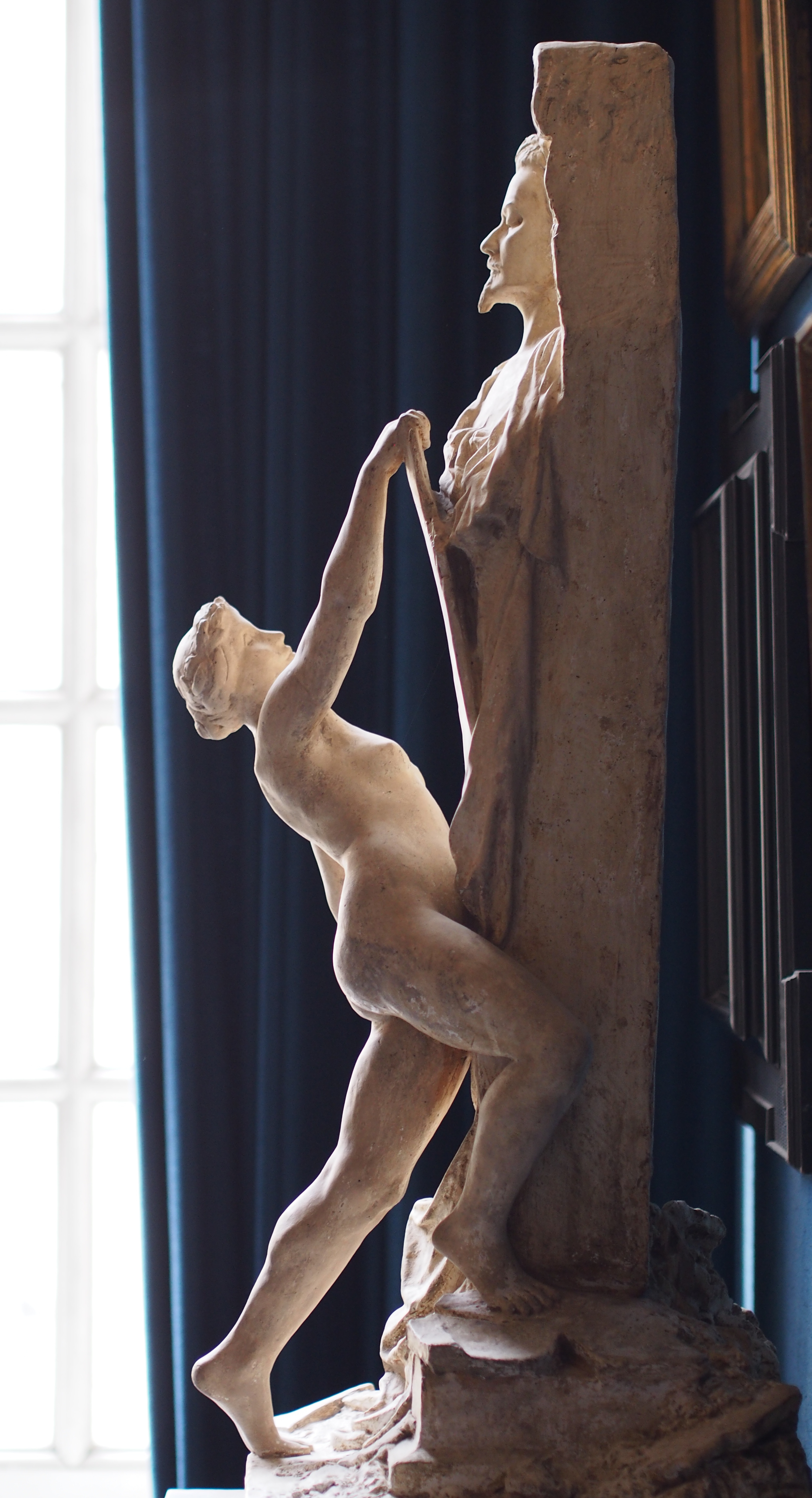
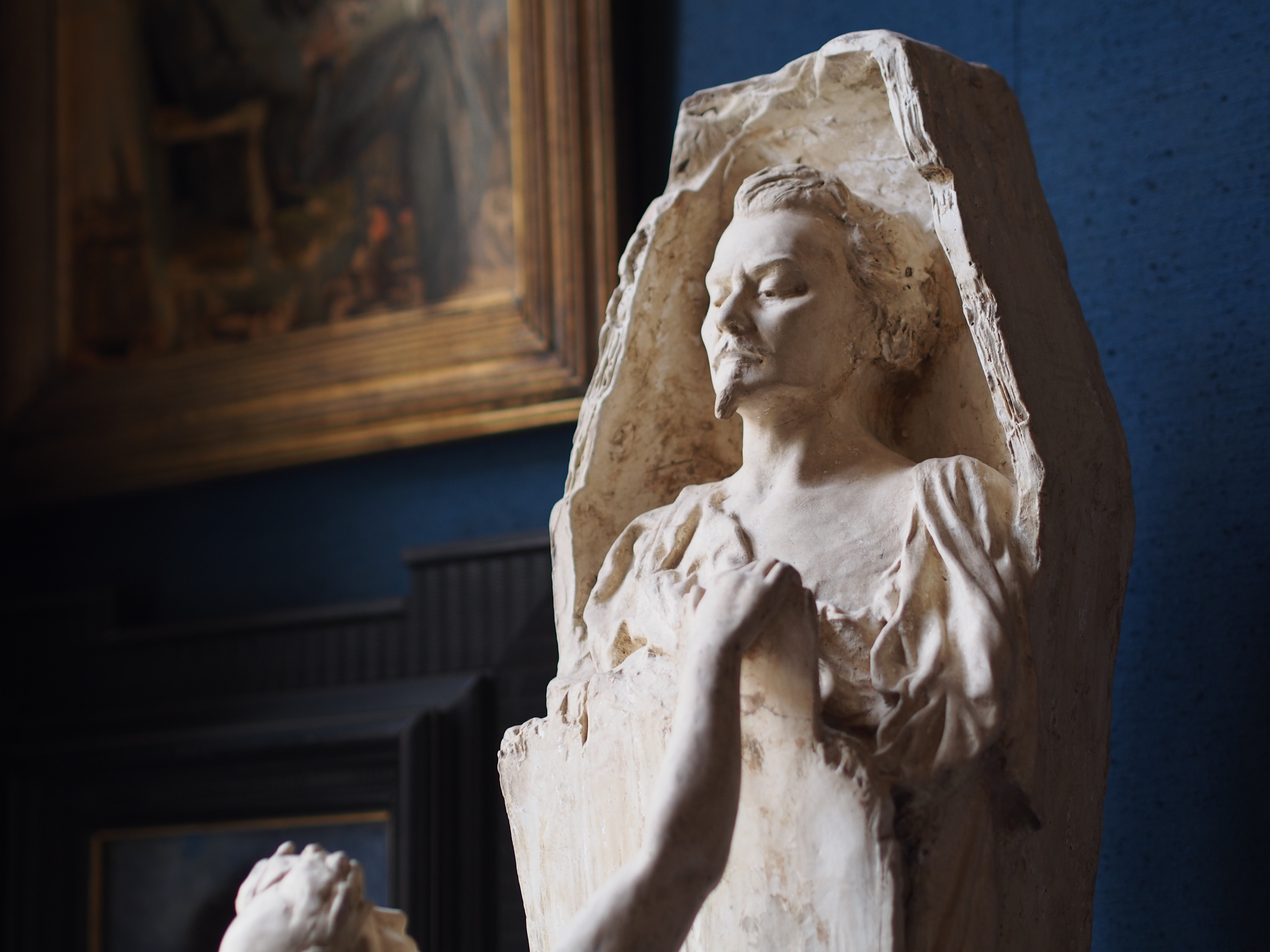
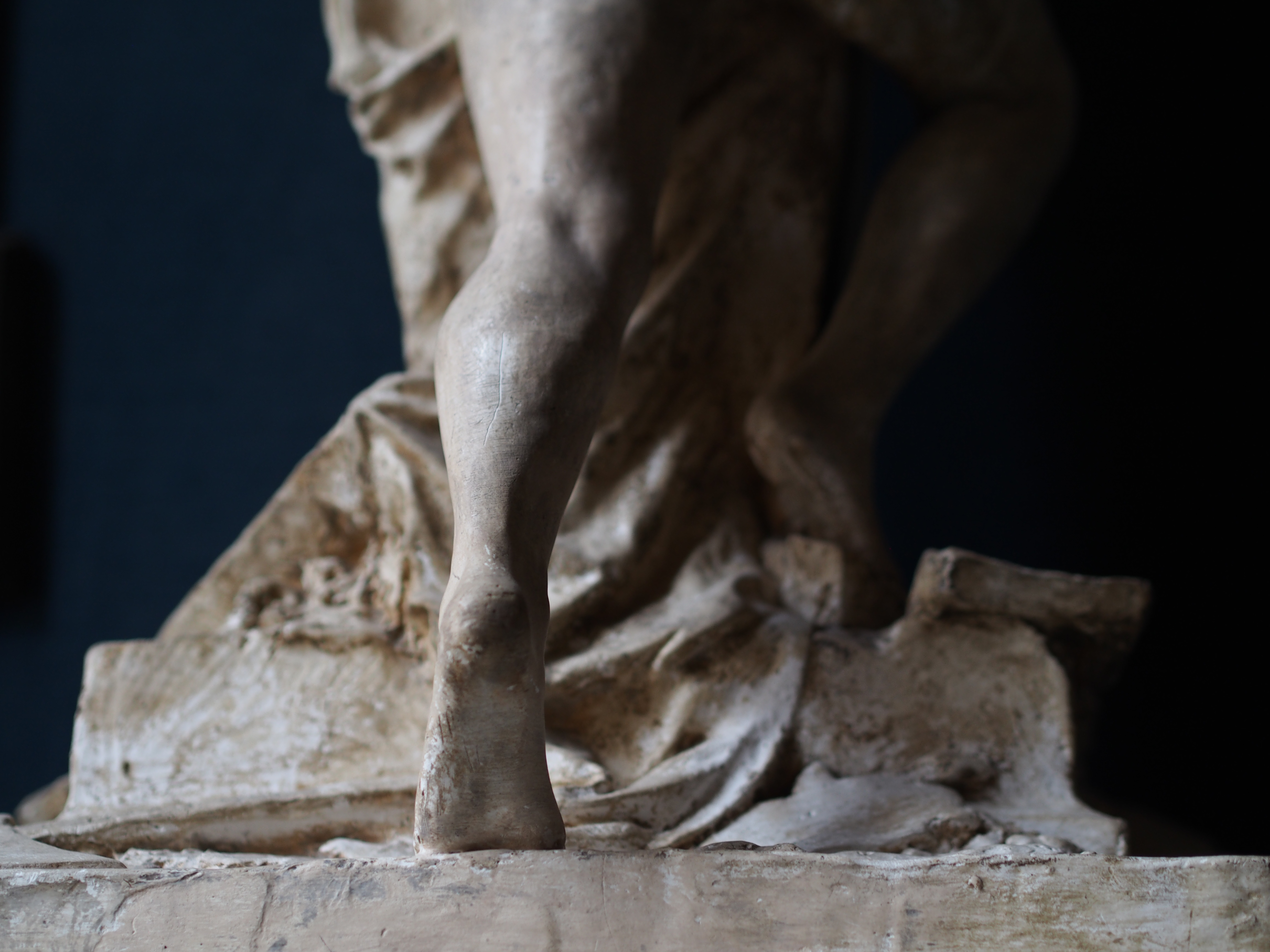
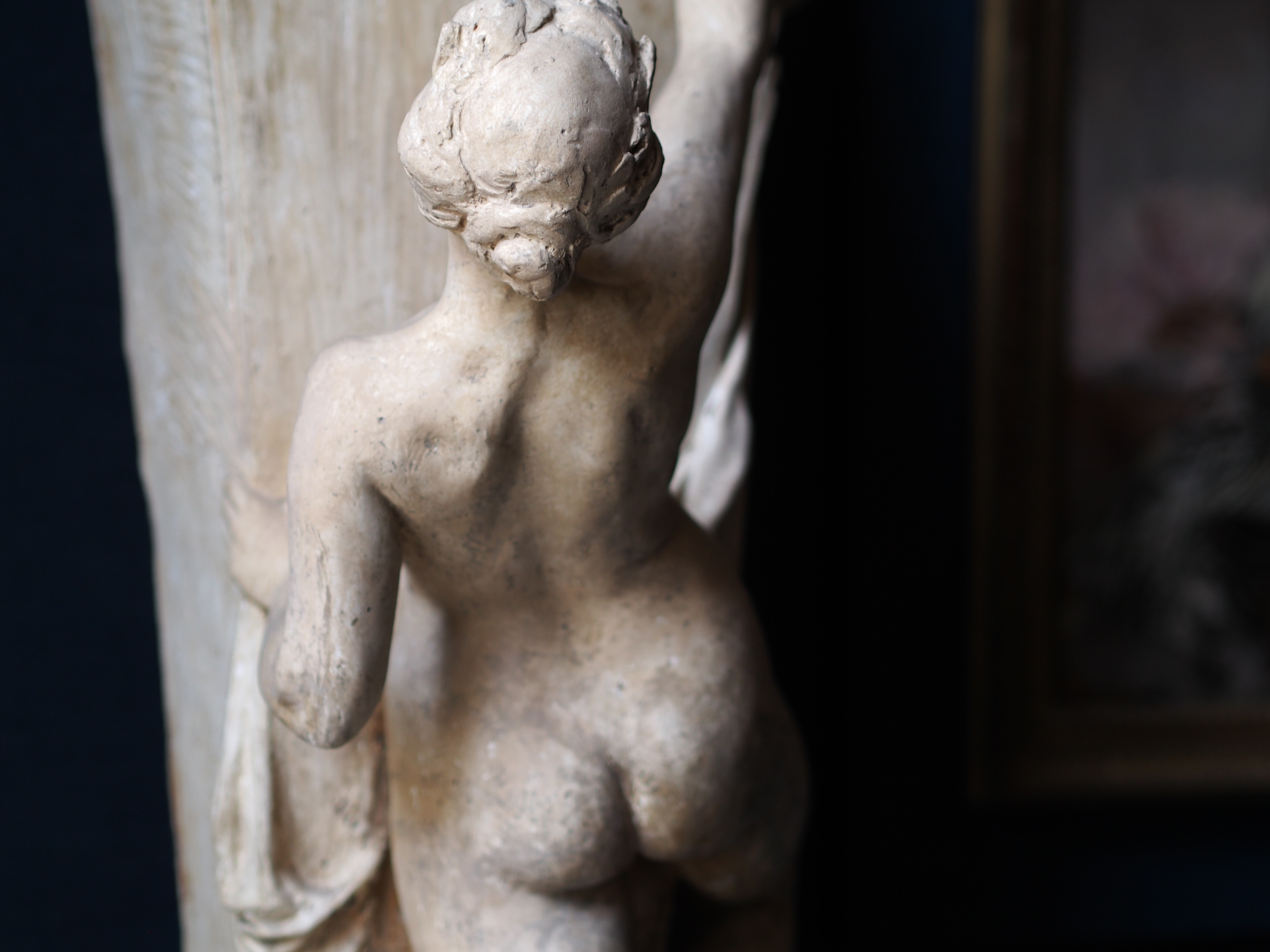

Mais d'autres personnes du comité émirent des critiques :

« Brou dont le talent, d'ailleurs assez limité, était celui d'un réaliste, ramena, avec beaucoup d'efforts, la conception fantastique de Bloy à une exhibition d'autant plus sinistre qu'il la fit de proportions exactes. Il mit debout un vrai cercueil, précédé d'une femme nue grandeur nature, déclouant, d'une main inexperte, les planches les plus élevées du funèbre engin d'où sortait un buste pommadé de Villiers, presque souriant, non ironique, hélas ! acceptant de réapparaître comme cela sur la plus ingrate des planètes ! La femme était lourde comme la vulgarité elle-même et impudique comme un blasphème. Jehan Rictus disait : « Si encore elle avait des ailes dans le dos ! » »

— René Martineau, « Victor-Emile Michelet et le premier comité Villiers », Bretagne, 17e année, n°163, août 1938.

« Il y a, comme cela, écrivait-il, en effigie, assez de morts sur la terre. Il ne manquait plus qu'on y dressât leur cercueil, comme la guérite du veilleur de nuit dans un chantier. Je sais bien que Paris est plein de chantiers, mais ce n'est pas une raison pour les faire garder par nos grands hommes »

— Lucien Descaves
Le projet fut définitivement abandonné en 1910.